# Pampahasi
Pampahasi es una zona de la ciudad de La Paz, Bolivia. Se encuentra en la parte este de la ciudad y es una de las zonas más pobladas de la mancha urbana. Es parte del macrodistrito San Antonio y tiene una altura que oscila entre los 3600 y 4000 m. s. n. m.

## Historia

### Asentamientos prehispánicos
La cerámica encontrada en el barrio de Pampahasi sugiere que los asentamientos humanos en esta zona datan desde 800 a. C.

### Época colonial
Durante el cerco a La Paz, el año 1781, Pampahasi fue uno de los lugares desde donde integrantes del grupo de Túpac Katari, Bartolina Sisa y Gregoria Apaza, vigilaban el asedio.

## Geografía
A pesar de encontrarse en un antiguo deslave, la mayor parte del terreno sobre el que se asienta el barrio de Pampahasi se encuentra en una zona de riesgo bajo según el informe del Gobierno Municipal de 2011. Con excepción de la sección de Pampahasi Bajo que fue parte del Megadeslizamiento de 2009.

### Mega deslizamiento
Este fue el nombre que los medios le dieron al deslizamiento más grande de la historia de la ciudad. El evento supuso el desprendimiento y deslizamiento de una amplia superficie de alta y mediana pendiente sobre la cual se hallaban asentados varios barrios cercanos. El mismo afectó los barrios de Cervecería, Callapa y la sección de Pampahasi conocida como Pampahasi bajo.

## Transporte
Líneas de minibuses del sindicato Simón Bolívar, Miraflores y micros 133 y la T sirven a la zona. La zona además cuenta con el servicio municipal de transporte PumaKatari que atraviesa la zona con la ruta que conecta Villa Salomé con el Parque Urbano Central, en el centro de la ciudad.

## Barrios vecinos
- Norte
  - Pacasa
  - Alto Pampahasi
  - Valle Hermoso
- Sur
  - Kupini
  - San Isidro
- Este
  - Villa Salomé
  - Valle de las Flores
- Oeste
  - Villa San Antonio

## Hitos urbanos
- Planta de tratamiento de aguas de EPSAS, conocida como SAMAPA, marca el límite divisorio de la zona con Alto Pampahasi.
- Mirador Pampahasi, ubicado en el límite oeste de la zona, es un espacio natural de observación de la ciudad, se halla construido en el límite natural establecido por un acantilado.
- Arco de ingreso, ubicado en la avenida principal, señala el ingreso a la zona.

## Infraestructura
- Colegio Jerusalém
- Colegio Don Bosco
- Colegio Hermano Pacífico Feletti
- Colegio Nacional Mixto Topáter
- Colegio Delia Gambarte de Quezada
- Colegio Luis Escobar Uria
- Escuela 24 de Junio
- Cancha Venus
- Planta de tratamiento de agua EPSAS
- Sede Social de Valle Hermoso Alto